# Quorum (wieżowiec)
Ten artykuł dotyczy przyszłego wydarzenia. Informacje w nim zawarte mogą się zmienić wraz z pojawieniem się nowych faktów, a początkowe doniesienia mogą być niepewne. Ostatnie aktualizacje tego artykułu mogą nie odzwierciedlać najbardziej aktualnych informacji.
Quorum – kompleks budynków typu mixed-use we Wrocławiu. Obiekt znajduje się przy ul. Gen. Władysława Sikorskiego 34 na osiedlu Szczepin nad brzegiem Odry. W ramach projektu powstały m.in. dwa wieżowce o wysokości 140 i 73 metrów. Wyższa wieża będzie drugim najwyższym budynkiem we Wrocławiu. Inwestycja realizowana jest przez firmę Cavatina Holding.

## Opis
Kompleks Quorum składa się z pięciu budynków nazwanych literami od A do E. Budynki A, B i C znajdują się w jednej linii i są połączone zielonymi tarasami. Powierzchnia biurowa kompleksu wynosi 92 tyś m². Na najwyższym piętrze wyższego wieżowca kest taras widokowy.

### Budynek „A”
Budynek biurowo-usługowy o wysokości 43-metrów.

### Budynek „B”
Budynek „B” to 140-metrowy wieżowiec o 35 kondygnacjach. Będzie to drugi najwyższy budynek Wrocławia po Sky Tower. Na najwyższym piętrze znajduje się taras widokowy.

### Budynek „C”
Budynek o wysokości 73-metrów i 23 piętrach. Pełni funkcję mieszkalną.

### Budynek „D”
Był to pierwszy budynek kompleksu, który zaczęto budować już w 2020 roku. Do użytku został oddany w październiku 2022 roku. Posiada on 6 kondygnacji i powierzchnię biurową wynoszącą 16 tys. m².
Po południowej stronie budynku „D” po przeciwnej stronie ulicy powstać ma przestrzeń publiczna.

### Budynek „E”
Budynek o wysokości 19 metrów, mający pełnić funkcję biurową i usługową.

## Historia
Pierwotnie na terenie działki firma Invest City planowała wybudowanie 170-metrowego wieżowca. Do inwestycji nigdy nie doszło, a działka została wystawiona na sprzedaż przez spółkę CLA Invest. Firma Cavatina Holding wykupił działki przy Sikorskiego 13 i Sikorskiego 26-32 o łącznej powierzchni 2,92 ha. Szacowana wartość działek wynosiła około 130 mln zł.
Jako pierwsza rozpoczęła się budowa budynku „D” pod koniec roku 2020. W sierpniu 2021 roku Cavatina Holding zakupiła działkę na budowę reszty kompleksu od firmy Invest City za 95 mln zł. Jako pierwszy do użytku został oddany budynek „D” w październiku 2022 roku.
17 stycznia 2023 roku deweloper wziął kredyt w Hypo Noe Landesbank w celu refinansowania części nakładów związanych z inwestycją Quorum Office Park B na maksymalną kwotę 14,25 milionów euro. 19 października 2023 roku pozyskano kredyt w wysokości 48 milionów euro od banku Erste Group na refinansowanie Quorum A i D.
Kolejny budynek, Quorum A, uzyskał pozwolenie na użytkowanie w marcu 2024 r. Budynek mieszkalny, Quorum C, został oddany do użytku w 2024 r. Obecnie trwają prace nad kolejnymi etapami inwestycji, w tym nad budynkiem Quorum B, którego realizacja jest uzależniona od tempa komercjalizacji budynku A. Planowane jest również rozpoczęcie budowy Quorum E w 2024 r.